# Craseomys regulus
Craseomys regulus is een zoogdier uit de familie van de Cricetidae. De wetenschappelijke naam van de soort werd voor het eerst geldig gepubliceerd door Thomas in 1907.

## Voorkomen
De soort komt voor op het Koreaanse schiereiland.